# 菲尔维
菲尔维（法語：Fulvy，法語發音：[fylvi]）是法国勃艮第-弗朗什-孔泰大区约讷省的一个市镇，属于阿瓦隆区。

## 地理
菲尔维（47°44'29"N, 4°10'16"E）面积3.81 平方千米，位于法国勃艮第-弗朗什-孔泰大區约讷省，该省份为法国中北部内陆省份，西接卢瓦雷省，西北接塞纳-马恩省，南至涅夫勒省，东临科多尔省，东北与奥布省接壤。
与菲尔维接壤的市镇（或旧市镇、城区）包括：沙西涅勒、维利耶莱欧、昂西勒弗朗。

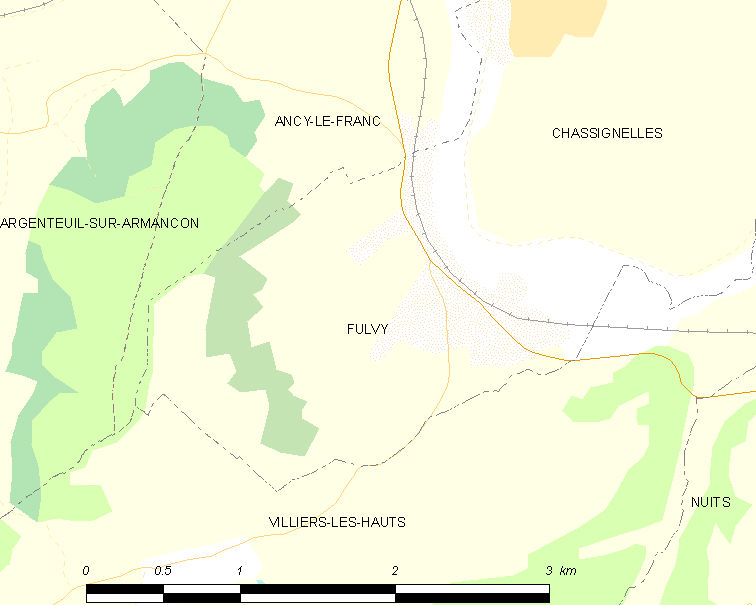
菲尔维的OSM定位图

菲尔维的时区为UTC+01:00、UTC+02:00（夏令时）。

## 行政
菲尔维的邮政编码为89160，INSEE市镇编码为89184。

## 政治
菲尔维所属的省级选区为托内鲁瓦县。

## 人口

1962-2008年间菲尔维人口变化图示

菲尔维于2022年1月1日时的人口数量为129人。